# Kepler-69
Kepler-69 — звезда в созвездии Лебедя. Находится на расстоянии 2370 световых лет от Земли. Вокруг звезды обращаются, как минимум, две экзопланеты.

## Характеристики
Kepler-69 — звезда +13,7 видимой звёздной величины и не видна невооружённым глазом. Kepler-69 представляет собой звезду спектрального класса G4V.

## Планетная система
18 апреля 2013 года было объявлено об открытии планет Kepler-69 b и Kepler-69 c в системе. Kepler-69 c является потенциально обитаемой суперземлёй, но велика вероятность, что она является супер-Венерой.
| Планета | Масса (MJ) | Радиус (RJ) | Период обращения (дней) | Большая полуось орбиты(а. е.) | Эксцентриситет орбиты |
| ------- | ---------- | ----------- | ----------------------- | ----------------------------- | --------------------- |
| b       | ?          | 2,24        | 13,72                   | 0,094                         | 0,16                  |
| с       | 6          | 1,71        | 242,46                  | 0,64                          | 0,14                  |